# Harald Schultz-Hencke
Harald Schultz-Hencke (18 de agosto de 1892, Berlín - 23 de mayo de 1953, Berlín) fue un psiquiatra y psicoterapeuta alemán.

## Trayectoria

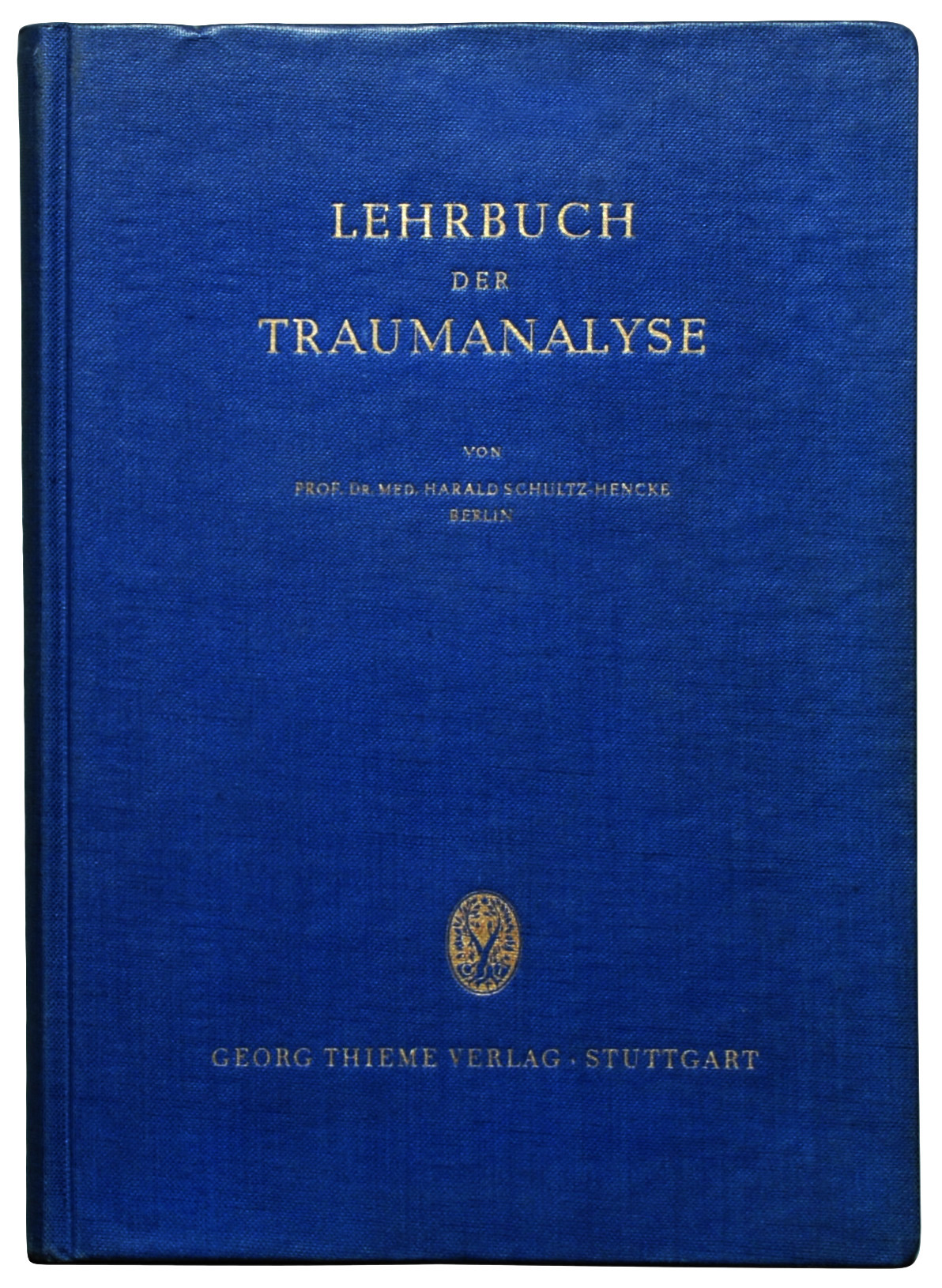
Lehrbuch der Traumanalyse, 1949

Después de una introducción inicial al psicoanálisis, con Sándor Radó como psicoanalista, fue excluido de la Sociedad Alemana de Psicoanálisis, debido a, entre otras cosas, sus puntos de vista divergentes sobre la sexualidad.
En 1933, al igual que varios psicoterapeutas no judíos (Felix Boehm, Carl Mueller-Braunschweig y Werner Kemper) ayudó a establecer el "Instituto Göring" (Matthias Heinrich Göring), que está estrechamente relacionado con el régimen nazi y promovió una "nueva medicina del alma alemana", una psicoterapia para el Germanborn. Después de la guerra, su participación en este instituto ha creado controversia en los círculos profesionales, como la Asociación Psicoanalítica Internacional.
Con otros psicoterapeutas y analistas que habían abandonado o habían sido excluidos de otras organizaciones psicoanalíticas, comenzó la DPV (Deutsche Psychoanalytische Vereinigung). Después de numerosos debates en torno a si estos analistas deberían unirse a la Asociación Psicoanalítica Internacional, Schultz-Hencke, quien había estado durante mucho tiempo en desacuerdo con los principios básicos de la teoría freudiana, creaó "Neopsychanalyse". "Neopsychanalyse" o neopsychoanalysis es una técnica psicoterapéutica llamada así por Harald Schultz-Hencke.

## Publicaciones (selectas)
- 1917: Der Einfluß des militärischen Kriegsdienstes auf die progressive Paralyse. - Freiburg i. B. : Speyer & Kaerner
- 1920: Der Sinn unserer Zeit und die freien Volkshochschulen als Vorkämpfer neuen Bildungswesens : Grundsätzliches z. Revolutionierung von Schule u. Unterricht, Berlin-Wilmersdorf: Volkshaus-Verlag
- 1927: Einführung in die Psychoanalyse; Jena: G. Fischer
- 1931: Schicksal und Neurose : Versuch e. Neurosenlehre vom Bewusstsein her, Jena: Fischer
- 1940: Der gehemmte Mensch : Entwurf eines Lehrbuches der Neo-Psychoanalyse, Stuttgart: Thieme, 6. unveränd. Auflage, Stuttgart 1989, ISBN 3-13-401806-3
- 1949: Lehrbuch der Traumanalyse. Stuttgart: G. Thieme